# Rachias dolichosternus
Rachias dolichosternus là một loài nhện trong họ Nemesiidae.
Rachias dolichosternus được miêu tả năm 1938 bởi Mello-Leitão.